# Черновський лісоучасток
Черно́вський лісоуча́сток (Черновський, рос. Черновский Лесоучасток) — присілок у Воткінському районі Удмуртії, Росія.
Населення становить 456 осіб (2010, 508 у 2002).
Національний склад (2002):
- удмурти — 57 %
- росіяни — 42 %

Урбаноніми:
- вулиці — Жовтнева, Жужгинська, Лісова, Молодіжна, Праці, С.Нікітіна, Шкільна
- провулки — Молодіжний